# Banisteriopsis vernoniifolia
Banisteriopsis vernoniifolia là một loài thực vật có hoa trong họ Malpighiaceae. Loài này được (Mart. ex A.Juss.) B.Gates mô tả khoa học đầu tiên năm 1982.